# Perhaps, I Suppose...
Perhaps, I Suppose... è il primo album in studio del gruppo musicale statunitense Rufio, pubblicato il 12 giugno 2001

## Descrizione
L'album, pubblicato da The Militia Group, è stato registrato nei Love Juice Laboratories a Riverside in California.
Nel 2005 fu pubblicata una nuova versione contenente 5 versioni demo in aggiunta.

## Tracce
Prima edizione
1. Above Me – 3:12
2. Still – 3:04
3. One Slowdance – 4:15
4. In My Eyes – 2:59
5. She Cries – 3:54
6. Dipshit – 2:54
7. Just a Memory – 2:33
8. Face the Truth – 3:12
9. Raining In September – 0:36
10. Road to Recovery – 3:33
11. Stop Whining – 2:39
12. Selfishness – 3:26
13. Tears – 3:03
14. Save the World – 3:31
15. The Wrath – 1:49

Edizione Deluxe
1. Above Me – 3:12
2. Still – 3:04
3. One Slowdance – 4:15
4. In My Eyes – 2:59
5. She Cries – 3:54
6. Dipshit – 2:54
7. Just a Memory – 2:33
8. Face the Truth – 3:12
9. Raining In September – 0:36
10. Road to Recovery – 3:33
11. Stop Whining – 2:39
12. Selfishness – 3:26
13. Tears – 3:03
14. Save the World – 3:31
15. The Wrath – 1:49
16. Above Me [Demo] - 3:12
17. Road to Recovery [Demo] - 3:33
18. One Slowdance [Demo] - 4:21
19. Just a Memory [Demo] - 2:34
20. Save The World [Demo] - 3:19

## Formazione
- Scott Sellers - voce e chitarra
- Jon Berry - basso e voce
- Clark Domae - chitarra e voce
- Mike Jimenez - batteria